# Planica 1969
Planica 1969 je bilo otvoritveno tridnevno enakovredno tekmovanje v smučarskih poletih od 21. do 23. marca 1969 in sicer na čisto novi Velikanki bratov Gorišek K153. Mednarodno tekmovanje teden planiških poletov je potekalo v okviru organizacije KOP. Doseženih je bilo 5 svetovnih rekordov, pred skupno 95,000 gledalci.

## Spored
| Datum          | Dogodek            | Št. serij | Najdaljši polet dneva     | Obisk  |
| -------------- | ------------------ | --------- | ------------------------- | ------ |
| 6. marec 1969  | Preizkus, premiera | 1         | 135 metrov: Miro Oman     | N/A    |
| 21. marec 1969 | Tekmovanje, Dan 1  | 3         | 156 metrov: Bjørn Wirkola | 15,000 |
| 22. marec 1969 | Tekmovanje, Dan 2  | 3         | 164 metrov: Jiří Raška    | 35,000 |
| 23. marec 1969 | Tekmovanje, Dan 3  | 3         | 165 metrov: Manfred Wolf  | 45,000 |

## Tekmovanje
6. marca 1969, že dva tedna pred tekmovanjem so premierno preizkusili letalnico. Jugoslavanski predskakalec Miro Oman je okrog 14. ure kot edini ta dan krstil napravo in pristal pri 135 metrih, tega pa se v izteku veselil skupaj z bratoma Gorišek.
21. marec 1969 je bila letalnica z prvim dnem tekmovanj tudi uradno odprta. Izvedene so bile tri serije, v končni rezultat pa je štela samo najboljša. Zbralo se je 15,000 ljudi. Prvi dan je prinesel svetovni rekord 165 metrov, ki ga je postavil Bjørn Wirkola.
22. marec 1969 je bil na sporedu drugi dan tekmovanja z tremi serijami, v končni rezultat pa sta šteli najboljši dve. Zbralo se je 35,000 ljudi. Svetovni rekord je bil izenaćen in izboljšan trikrat: Jiří Raška (156 m, 164 m) in Bjørn Wirkola (160 m).
23. marec 1969 je bil na spored zadnji dan tekmovanja z tremi serijami, v končni rezultat pa sta tudi tokrat šteli najboljši dve. Zbralo se je 45,000 ljudi. Manfred Wolf je postavil že peti in zadnji svetovni rekord to leto z 165 metres v zadnji tretji seriji. Jiří Raška ša je postal skupni zmagovalec tridnevnega tekmovanja z petimi veljavnimi serijami: njaboljša iz prvega dne, dve najboljši iz drugega dne in dve najboljši iz tretjega dne.

### Premierni preizkus
14:00 — 6. marec 1969 — premiera
| # | Ime       | Test    |
| - | --------- | ------- |
| 1 | Miro Oman | 135.0 m |

### Teden planiških poletov: Dan 1
10:30 — 21. marec 1969 — Tri serije: najboljša je štela v končni rezultat
| Uvr. | #  | Ime                                                          | 1RD                                                          | 2RD                                                          | 3RD                                                          | Točke                                                        |
| ---- | -- | ------------------------------------------------------------ | ------------------------------------------------------------ | ------------------------------------------------------------ | ------------------------------------------------------------ | ------------------------------------------------------------ |
| 1    | 56 | Bjørn Wirkola                                                | 135.0 m                                                      | 156.0 m                                                      | 134.0 m                                                      | 181.0                                                        |
| 2    | 51 | Jiří Raška                                                   | 148.0 m                                                      | 120.0 m                                                      | 146.0 m                                                      | 180.5                                                        |
| 3    | 30 | Lars Grini                                                   | 146.0 m                                                      | 114.0 m                                                      | 117.0 m                                                      | 174.0                                                        |
| 4    | 33 | Horst Queck                                                  | 137.0 m                                                      | 149.0 m                                                      | 144.0 m                                                      | 171.0                                                        |
| 5    | 49 | Zbyněk Hubač                                                 | 136.0 m                                                      | 132.0 m                                                      | 118.0 m                                                      | 165.9                                                        |
| 6    | 17 | Jürgen Dommerich                                             | 137.0 m                                                      | 134.0 m                                                      | 133.0 m                                                      | 162.5                                                        |
| 7    | 26 | Ryszard Witke                                                | 133.0 m                                                      | 130.0 m                                                      | 121.0 m                                                      | 157.0                                                        |
| 8    | 42 | Gariy Napalkov                                               | 123.0 m                                                      | 122.0 m                                                      | 154.0 m                                                      | 155.0                                                        |
| 9    | 37 | Ladislav Divila                                              | 130.0 m                                                      | 127.0 m                                                      | —                                                            | 152.5                                                        |
| 10   | 41 | Christian Kiehl                                              | 123.0 m                                                      | 128.0 m                                                      | 130.0 m                                                      | 152.0                                                        |
| 11   | 43 | Peter Štefančič                                              | 126.0 m                                                      | 114.0 m                                                      | 118.0 m                                                      | 151.5                                                        |
| 12   | 7  | Rainer Schmidt                                               | 118.0 m                                                      | 114.0 m                                                      | 132.0 m                                                      | 151.0                                                        |
| 13   | 45 | Manfred Wolf                                                 | 123.0 m                                                      | 132.0 m                                                      | 127.0 m                                                      | 150.0                                                        |
| 14   | 57 | Reinhold Bachler                                             | 123.0 m                                                      | 132.0 m                                                      | 121.0 m                                                      | 148.5                                                        |
| 15   | 38 | František Rydval                                             | 124.0 m                                                      | 111.0 m                                                      | 122.0 m                                                      | 147.0                                                        |
| 16   | 27 | Ernst Kröll                                                  | 116.0 m                                                      | 125.0 m                                                      | 126.0 m                                                      | 146.0                                                        |
| 17   | 24 | Koba Zakadze                                                 | 115.0 m                                                      | 121.0 m                                                      | 124.0 m                                                      | 144.5                                                        |
| 18   | 47 | Rudolf Hohnl                                                 | 119.0 m                                                      | 115.0 m                                                      | 123.0 m                                                      | 143.0                                                        |
|      | 54 | Adrian Watt                                                  | 124.0 m                                                      | 128.0 m                                                      | 111.0 m                                                      | 143.0                                                        |
| 20   | 14 | Rudolf Doubek                                                | 121.0 m                                                      | 119.0 m                                                      | 118.0 m                                                      | 142.5                                                        |
| 21   | 36 | Walter Schwabl                                               | 111.0 m                                                      | 128.0 m                                                      | 117.0 m                                                      | 141.5                                                        |
| 22   | 50 | Josef Zehnder                                                | 117.0 m                                                      | 120.0 m                                                      | 113.0 m                                                      | 141.5                                                        |
| 23   | 39 | Josef Matouš                                                 | 92.0 m                                                       | 151.0 m                                                      | 130.0 m                                                      | 140.5                                                        |
|      | 3  | Josef Kraus                                                  | 111.0 m                                                      | 113.0 m                                                      | 125.0 m                                                      | 140.5                                                        |
| 25   | 15 | Stanislaw Kubica                                             | 121.0 m                                                      | 126.0 m                                                      | 114.0 m                                                      | 139.5                                                        |
| 26   | 31 | Heini Ihle                                                   | 96.0 m                                                       | 112.0 m                                                      | 122.0 m                                                      | 139.0                                                        |
| 27   | 13 | Branko Dolhar                                                | 112.0 m                                                      | 121.0 m                                                      | 121.0 m                                                      | 138.0                                                        |
|      | 40 | Józef Przybyła                                               | 106.0 m                                                      | 107.0 m                                                      | 121.0 m                                                      | 138.0                                                        |
| 29   | 10 | Marjan Pečar                                                 | 115.0 m                                                      | 115.0 m                                                      | 117.0 m                                                      | 137.5                                                        |
| 30   | 25 | Janez Jurman                                                 | 111.0 m                                                      | 106.0 m                                                      | 118.0 m                                                      | 134.5                                                        |
| 36   | 29 | Marjan Mesec                                                 | 103.0 m                                                      | 118.0 m                                                      | 102.0 m                                                      | 128.0                                                        |
| 39   | 18 | Danilo Pudgar                                                | 111.0 m                                                      | 110.0 m                                                      | 111.0 m                                                      | 124.0                                                        |
| 43   | 1  | Stanko Smolej                                                | 107.0 m                                                      | 106.0 m                                                      | 96.0 m                                                       | 120.0                                                        |
| 46   | 52 | Peter Eržen                                                  | 110.0 m                                                      | 106.0 m                                                      | 102.0 m                                                      | 116.5                                                        |
| 51   | 6  | Andrej Nahtigal                                              | 97.0 m                                                       | 93.0 m                                                       | 98.0 m                                                       | 106.5                                                        |
| 53   | 55 | Ludvik Zajc                                                  | 96.0 m                                                       | 100.0 m                                                      | 103.0 m                                                      | 104.0                                                        |
| 54   | 5  | Oto Giacomelli                                               | 86.0 m                                                       | 96.0 m                                                       | 96.0 m                                                       | 100.5                                                        |
| 56   | 23 | Marjan Prelovšek                                             | 111.0 m                                                      | N/A                                                          | N/A                                                          | 90.5                                                         |
| N/A  | 22 | Mihály Gellér                                                | 120.0 m                                                      | N/A                                                          | N/A                                                          | N/A                                                          |
| N/A  | 2  | Jozef Metelka                                                | 101.0 m                                                      | N/A                                                          | N/A                                                          | N/A                                                          |
| N/A  | 4  | Dalibor Motejlek                                             | N/A                                                          | N/A                                                          | N/A                                                          | N/A                                                          |
| N/A  | 8  | Erich Schwabl                                                | N/A                                                          | N/A                                                          | N/A                                                          | N/A                                                          |
| N/A  | 9  | Bent Tomtum                                                  | N/A                                                          | N/A                                                          | N/A                                                          | N/A                                                          |
| N/A  | 11 | Richard Pfiffner                                             | N/A                                                          | N/A                                                          | N/A                                                          | N/A                                                          |
| N/A  | 12 | Bohumil Doležal                                              | N/A                                                          | N/A                                                          | N/A                                                          | N/A                                                          |
| N/A  | 19 | František Novák                                              | N/A                                                          | N/A                                                          | N/A                                                          | N/A                                                          |
| N/A  | 20 | Willy Schuster                                               | N/A                                                          | N/A                                                          | N/A                                                          | N/A                                                          |
| N/A  | 21 | Konstantin Shcherbakov                                       | N/A                                                          | N/A                                                          | N/A                                                          | N/A                                                          |
| N/A  | 28 | Greg Swor                                                    | N/A                                                          | N/A                                                          | N/A                                                          | N/A                                                          |
| N/A  | 32 | Karel Kodejška                                               | N/A                                                          | N/A                                                          | N/A                                                          | N/A                                                          |
| N/A  | 34 | Giacomo Aimoni                                               | N/A                                                          | N/A                                                          | N/A                                                          | N/A                                                          |
| N/A  | 35 | Hans Schmid                                                  | N/A                                                          | N/A                                                          | N/A                                                          | N/A                                                          |
| N/A  | 44 | Albino Bazzana                                               | N/A                                                          | N/A                                                          | N/A                                                          | N/A                                                          |
| N/A  | 46 | Henrik Ohlmeyer                                              | N/A                                                          | N/A                                                          | N/A                                                          | N/A                                                          |
| N/A  | 48 | László Gellér                                                | N/A                                                          | N/A                                                          | N/A                                                          | N/A                                                          |
| N/A  | 53 | Max Golser                                                   | N/A                                                          | N/A                                                          | N/A                                                          | N/A                                                          |
| —    | 16 | Prosta številka. V čast nedavno preminulemu Heini Klopferju. | Prosta številka. V čast nedavno preminulemu Heini Klopferju. | Prosta številka. V čast nedavno preminulemu Heini Klopferju. | Prosta številka. V čast nedavno preminulemu Heini Klopferju. | Prosta številka. V čast nedavno preminulemu Heini Klopferju. |

### Teden planiških poletov: Dan 2
10:30 — 22. march 1969 — Tri serije; dve naj seriji v končni rezultat — všteta tudi serija prvega dne.
| Uvr. | #  | Ime                                                          | 1RD                                                          | 2RD                                                          | 3RD                                                          | Točke                                                        |
| ---- | -- | ------------------------------------------------------------ | ------------------------------------------------------------ | ------------------------------------------------------------ | ------------------------------------------------------------ | ------------------------------------------------------------ |
| 1    | 46 | Bjørn Wirkola                                                | 160.0 m                                                      | 162.0 m                                                      | 145.0 m                                                      | 541.5                                                        |
| 2    | 37 | Jiří Raška                                                   | 156.0 m                                                      | 164.0 m                                                      | 144.0 m                                                      | 538.5                                                        |
| 3    | 38 | Manfred Wolf                                                 | 135.0 m                                                      | 156.0 m                                                      | 159.0 m                                                      | 499.5                                                        |
| 4    | 24 | Horst Queck                                                  | 145.0 m                                                      | 150.0 m                                                      | 146.0 m                                                      | 497.0                                                        |
| 5    | 53 | Zbyněk Hubač                                                 | 133.0 m                                                      | 147.0 m                                                      | 150.0 m                                                      | 494.0                                                        |
| 6    | 21 | Lars Grini                                                   | 147.0 m                                                      | 137.0 m                                                      | 134.0 m                                                      | 490.0                                                        |
| 7    | 51 | Christian Kiehl                                              | 145.0 m                                                      | 154.0 m                                                      | 142.0 m                                                      | 475.0                                                        |
| 8    | 18 | Rainer Schmidt                                               | 146.0 m                                                      | 145.0 m                                                      | 129.0 m                                                      | 462.0                                                        |
| 9    | 36 | Gari Napalkov                                                | 120.0 m                                                      | 135.0 m                                                      | 133.0 m                                                      | 452.5                                                        |
| 10   | 5  | Jürgen Dommerich                                             | 128.0 m                                                      | 143.0 m                                                      | 132.0 m                                                      | 449.5                                                        |
| 11   | 19 | Walter Schwabl                                               | 133.0 m                                                      | 147.0 m                                                      | 111.0 m                                                      | 442.5                                                        |
| 12   | 47 | Rudolf Hohnl                                                 | 124.0 m                                                      | 135.0 m                                                      | 134.0 m                                                      | 437.0                                                        |
| 13   | 34 | Ernst Kröll                                                  | 129.0 m                                                      | 129.0 m                                                      | 132.0 m                                                      | 432.0                                                        |
| 14   | 17 | Bohumil Doležal                                              | 138.0 m                                                      | 137.0 m                                                      | 123.0 m                                                      | 429.5                                                        |
| 15   | 42 | Branko Dolhar                                                | 132.0 m                                                      | 136.0 m                                                      | 135.0 m                                                      | 428.5                                                        |
| 16   | 50 | Reinhold Bachler                                             | 124.0 m                                                      | 127.0 m                                                      | 126.0 m                                                      | 426.0                                                        |
| 17   | 32 | Józef Przybyła                                               | 132.0 m                                                      | 121.0 m                                                      | 127.0 m                                                      | 424.5                                                        |
| 18   | 44 | Josef Matouš                                                 | 124.0 m                                                      | 143.0 m                                                      | 148.0 m                                                      | 419.5                                                        |
| 19   | 29 | Koba Zakadze                                                 | 119.0 m                                                      | 118.0 m                                                      | 133.0 m                                                      | 415.0                                                        |
| 20   | 52 | Josef Zehnder                                                | 116.0 m                                                      | 132.0 m                                                      | 112.0 m                                                      | 411.0                                                        |
| 21   | 49 | Max Golser                                                   | 121.0 m                                                      | 132.0 m                                                      | 126.0 m                                                      | 409.5                                                        |
| 22   | 7  | Josef Kraus                                                  | 124.0 m                                                      | 120.0 m                                                      | 123.0 m                                                      | 409.0                                                        |
| 23   | 39 | Peter Štefančič                                              | 113.0 m                                                      | 118.0 m                                                      | 122.0 m                                                      | 406.0                                                        |
| 24   | 25 | Rudolf Doubek                                                | 115.0 m                                                      | 112.0 m                                                      | 124.0 m                                                      | 405.0                                                        |
| 25   | 43 | Ryszard Witke                                                | 112.0 m                                                      | 125.0 m                                                      | 104.0 m                                                      | 403.0                                                        |
| 26   | 40 | Heini Ihle                                                   | 113.0 m                                                      | 147.0 m                                                      | 118.0 m                                                      | 392.5                                                        |
| 27   | 23 | Adrian Watt                                                  | 106.0 m                                                      | 117.0 m                                                      | 119.0 m                                                      | 387.0                                                        |
| 28   | 26 | Henrik Ohlmeyer                                              | 109.0 m                                                      | 124.0 m                                                      | 119.0 m                                                      | 386.0                                                        |
| 29   | 14 | Stanislaw Kubica                                             | 113.0 m                                                      | 124.0 m                                                      | 133.0 m                                                      | 385.5                                                        |
| 30   | 45 | Marjan Mesec                                                 | 113.0 m                                                      | 122.0 m                                                      | 120.0 m                                                      | 382.5                                                        |
| 34   | 8  | Peter Eržen                                                  | 119.0 m                                                      | 117.0 m                                                      | 111.0 m                                                      | 367.5                                                        |
| 36   | 13 | Danilo Pudgar                                                | 124.0 m                                                      | 92.0 m                                                       | 101.0 m                                                      | 364.5                                                        |
| 39   | 15 | Marjan Pečar                                                 | 98.0 m                                                       | 109.0 m                                                      | 101.0 m                                                      | 349.5                                                        |
| 41   | 48 | Ludvik Zajc                                                  | 102.0 m                                                      | 118.0 m                                                      | 110.0 m                                                      | 345.0                                                        |
| 41   | 28 | Stanko Smolej                                                | 93.0 m                                                       | 104.0 m                                                      | 109.0 m                                                      | 344.5                                                        |
| 46   | 1  | Oto Giacomelli                                               | 103.0 m                                                      | 104.0 m                                                      | 105.0 m                                                      | 320.5                                                        |
| 47   | 3  | Andrej Nahtigal                                              | 102.0 m                                                      | 93.0 m                                                       | 94.0 m                                                       | 313.0                                                        |
| 49   | 33 | Janez Jurman                                                 | 106.0 m                                                      | 106.0 m                                                      | 110.0 m                                                      | 306.0                                                        |
| N/A  | 2  | Jozef Metelka                                                | N/A                                                          | N/A                                                          | N/A                                                          | N/A                                                          |
| N/A  | 4  | Dalibor Motejlek                                             | N/A                                                          | N/A                                                          | N/A                                                          | N/A                                                          |
| N/A  | 6  | Willy Schuster                                               | N/A                                                          | N/A                                                          | N/A                                                          | N/A                                                          |
| N/A  | 9  | Bent Tomtum                                                  | N/A                                                          | N/A                                                          | N/A                                                          | N/A                                                          |
| N/A  | 10 | Richard Pfiffner                                             | N/A                                                          | N/A                                                          | N/A                                                          | N/A                                                          |
| N/A  | 11 | Konstantin Shcherbakov                                       | N/A                                                          | N/A                                                          | N/A                                                          | N/A                                                          |
| N/A  | 12 | Erich Schwabl                                                | N/A                                                          | N/A                                                          | N/A                                                          | N/A                                                          |
| N/A  | 20 | Giacomo Aimoni                                               | N/A                                                          | N/A                                                          | N/A                                                          | N/A                                                          |
| N/A  | 22 | Mihály Gellér                                                | N/A                                                          | N/A                                                          | N/A                                                          | N/A                                                          |
| N/A  | 27 | Karel Kodejška                                               | N/A                                                          | N/A                                                          | N/A                                                          | N/A                                                          |
| N/A  | 30 | František Rydval                                             | N/A                                                          | N/A                                                          | N/A                                                          | N/A                                                          |
| N/A  | 31 | Hans Schmid                                                  | N/A                                                          | N/A                                                          | N/A                                                          | N/A                                                          |
| N/A  | 35 | Albino Bazzana                                               | N/A                                                          | N/A                                                          | N/A                                                          | N/A                                                          |
| N/A  | 41 | László Gellér                                                | N/A                                                          | N/A                                                          | N/A                                                          | N/A                                                          |
| —    | 16 | Prosta številka. V čast nedavno preminulemu Heini Klopferju. | Prosta številka. V čast nedavno preminulemu Heini Klopferju. | Prosta številka. V čast nedavno preminulemu Heini Klopferju. | Prosta številka. V čast nedavno preminulemu Heini Klopferju. | Prosta številka. V čast nedavno preminulemu Heini Klopferju. |

### Teden planišških poletov: Dan 3
10:30 — 23. marec 1969 — Tri serije; dve naj všteti v končni rezultat — v točke šteta tudi 1.&2. dan.
| Uvr. | #   | Ime                                                          | 1RD                                                          | 2RD                                                          | 3RD                                                          | Točke                                                        |
| ---- | --- | ------------------------------------------------------------ | ------------------------------------------------------------ | ------------------------------------------------------------ | ------------------------------------------------------------ | ------------------------------------------------------------ |
| 1    | 38  | Jiří Raška                                                   | 152.0 m                                                      | 154.0 m                                                      | 156.0 m                                                      | 895.0                                                        |
| 2    | 50  | Bjørn Wirkola                                                | 139.0 m                                                      | 147.0 m                                                      | 162.0 m                                                      | 889.0                                                        |
| 3    | 47  | Manfred Wolf                                                 | 142.0 m                                                      | 149.0 m                                                      | 165.0 m                                                      | 8?1.5                                                        |
| 4    | 46  | Horst Queck                                                  | 127.0 m                                                      | 148.0 m                                                      | 161.0 m                                                      | 845.5                                                        |
| 5    | 36  | Zbyněk Hubač                                                 | 133.0 m                                                      | 137.0 m                                                      | 154.0 m                                                      | 818.0                                                        |
| 6    | 19  | Lars Grini                                                   | 125.0 m                                                      | 139.0 m                                                      | 139.0 m                                                      | 796.0                                                        |
| 7    | 22  | Rainer Schmidt                                               | 139.0 m                                                      | 143.0 m                                                      | 148.0 m                                                      | 784.0                                                        |
| 8    | 40  | Gariy Napalkov                                               | 138.0 m                                                      | 132.0 m                                                      | 148.0 m                                                      | 773.5                                                        |
| 9    | 21  | Bohumil Doležal                                              | 149.0 m                                                      | 150.0 m                                                      | 160.0 m                                                      | 773.0                                                        |
| 10   | 11  | Christian Kiehl                                              | 125.0 m                                                      | 136.0 m                                                      | 142.0 m                                                      | 771.0                                                        |
| 11   | 25  | Ernst Kröll                                                  | 123.0 m                                                      | 149.0 m                                                      | 143.0 m                                                      | 754.0                                                        |
| 12   | 42  | Josef Matouš                                                 | 157.0 m                                                      | 153.0 m                                                      | 163.0 m                                                      | 743.0                                                        |
| 13   | 39  | Peter Štefančič                                              | 147.0 m                                                      | 125.0 m                                                      | 150.0 m                                                      | 738.0                                                        |
| 14   | 34  | Rudolf Hohnl                                                 | 134.0 m                                                      | 127.0 m                                                      | 157.0 m                                                      | 734.5                                                        |
| 15   | 48  | Reinhold Bachler                                             | 124.0 m                                                      | 117.0 m                                                      | 147.0 m                                                      | 725.0                                                        |
| 16   | 23  | Walter Schwabl                                               | 115.0 m                                                      | 120.0 m                                                      | 124.0 m                                                      | 721.5                                                        |
| 17   | 29  | Koba Zakadze                                                 | 133.0 m                                                      | 127.0 m                                                      | 136.0 m                                                      | 715.5                                                        |
| 18   | 32  | Józef Przybyła                                               | 143.0 m                                                      | 121.0 m                                                      | 143.0 m                                                      | 713.5                                                        |
| 19   | 41  | Branko Dolhar                                                | 116.0 m                                                      | 120.0 m                                                      | 125.0 m                                                      | 694.5                                                        |
| 20   | 15  | Josef Kraus                                                  | 115.0 m                                                      | 136.0 m                                                      | 140.0 m                                                      | 692.0                                                        |
| 21   | 24  | Josef Zehnder                                                | 111.0 m                                                      | 119.0 m                                                      | 118.0 m                                                      | 676.0                                                        |
| 22   | 44  | László Gellér                                                | 126.0 m                                                      | 124.0 m                                                      | 125.0 m                                                      | 673.0                                                        |
| 23   | 17  | Rudolf Doubek                                                | 114.0 m                                                      | 117.0 m                                                      | 135.0 m                                                      | 672.0                                                        |
| 24   | 35  | Marjan Mesec                                                 | 116.0 m                                                      | 122.0 m                                                      | 143.0 m                                                      | 671.0                                                        |
| 25   | N/A | Adrian Watt                                                  | 115.0 m                                                      | 124.0 m                                                      | 136.0 m                                                      | 670.5                                                        |
| 26   | 37  | Max Golser                                                   | 117.0 m                                                      | 112.0 m                                                      | 124.0 m                                                      | 668.0                                                        |
| 27   | 18  | Henrik Ohlmeyer                                              | 114.0 m                                                      | 116.0 m                                                      | 138.0 m                                                      | 665.5                                                        |
| 28   | 49  | Ryszard Witke                                                | 112.0 m                                                      | 117.0 m                                                      | 123.0 m                                                      | 664.5                                                        |
| 29   | 43  | Heini Ihle                                                   | 116.0 m                                                      | 117.0 m                                                      | 129.0 m                                                      | 660.5                                                        |
| 30   | 28  | Mihály Gellér                                                | 124.0 m                                                      | 119.0 m                                                      | 115.0 m                                                      | 640.0                                                        |
| 31   | 13  | Bent Tomtum                                                  | 109.0 m                                                      | 111.0 m                                                      | 128.0 m                                                      | 636.5                                                        |
| 32   | 31  | Danilo Pudgar                                                | 107.0 m                                                      | 116.0 m                                                      | 127.0 m                                                      | 631.5                                                        |
| 33   | 27  | Ludvik Zajc                                                  | 110.0 m                                                      | 118.0 m                                                      | 138.0 m                                                      | 628.5                                                        |
| 34   | 33  | Peter Eržen                                                  | 115.0 m                                                      | 110.0 m                                                      | 106.0 m                                                      | 623.0                                                        |
| 35   | 12  | Konstantin Scherbakov                                        | 103.0 m                                                      | 107.0 m                                                      | 116.0 m                                                      | 609.5                                                        |
| 36   | 14  | Stanislaw Kubica                                             | 123.0 m                                                      | 122.0 m                                                      | 128.0 m                                                      | 606.5                                                        |
| 37   | 9   | Marjan Pečar                                                 | 107.0 m                                                      | 113.0 m                                                      | 123.0 m                                                      | 605.5                                                        |
| 38   | 10  | Dalibor Motejlek                                             | 101.0 m                                                      | 111.0 m                                                      | 120.0 m                                                      | 601.5                                                        |
| 39   | 7   | Stanko Smolej                                                | 102.0 m                                                      | 101.0 m                                                      | 127.0 m                                                      | 589.5                                                        |
| 40   | 6   | Erich Schwabl                                                | 106.0 m                                                      | 100.0 m                                                      | 110.0 m                                                      | 580.5                                                        |
| 41   | 1   | Jozef Metelka                                                | 104.0 m                                                      | 113.0 m                                                      | 116.0 m                                                      | 577.0                                                        |
| 42   | 5   | Willy Schuster                                               | 111.0 m                                                      | 107.0 m                                                      | 127.0 m                                                      | 562.5                                                        |
|      | 8   | Janez Jurman                                                 | 112.0 m                                                      | 113.0 m                                                      | 126.0 m                                                      | 562.5                                                        |
| 44   | 45  | Albino Bazzana                                               | 97.0 m                                                       | 104.0 m                                                      | 118.0 m                                                      | 552.0                                                        |
| 45   | 4   | Oto Giacomelli                                               | 103.0 m                                                      | 97.0 m                                                       | 103.0 m                                                      | 535.0                                                        |
| 46   | 2   | Andrej Nahtigal                                              | 92.0 m                                                       | 94.0 m                                                       | 103.0 m                                                      | 514.0                                                        |
| 47   | 26  | Giacomo Aimoni                                               | 101.0 m                                                      | 97.0 m                                                       | —                                                            | 494.0                                                        |
| 48   | 3   | Jürgen Dommerich                                             | —                                                            | —                                                            | —                                                            | 449.0                                                        |
| 49   | —   | František Rydval                                             | —                                                            | —                                                            | —                                                            | 224.0                                                        |
| 50   | —   | Richard Pfiffner                                             | —                                                            | —                                                            | —                                                            | 198.0                                                        |
| 51   | —   | Ladislav Divila                                              | —                                                            | —                                                            | —                                                            | 152.5                                                        |
| 52   | 30  | Hans Schmid                                                  | —                                                            | —                                                            | —                                                            | 138.0                                                        |
| 53   | —   | František Novák                                              | —                                                            | —                                                            | —                                                            | 111.5                                                        |
| 54   | —   | Marjan Prelovšek                                             | —                                                            | —                                                            | —                                                            | 92.5                                                         |
| N/A  | —   | Greg Swor                                                    | —                                                            | —                                                            | —                                                            | N/A                                                          |
| N/A  | 20  | Karel Kodejška                                               | —                                                            | —                                                            | —                                                            | N/A                                                          |
| —    | 16  | Prosta številka. V čast nedavno preminulemu Heini Klopferju. | Prosta številka. V čast nedavno preminulemu Heini Klopferju. | Prosta številka. V čast nedavno preminulemu Heini Klopferju. | Prosta številka. V čast nedavno preminulemu Heini Klopferju. | Prosta številka. V čast nedavno preminulemu Heini Klopferju. |

     Najboljša serija šteta v končni rezultat!
     Najboljša serija šteta v končni rezultat z padcem!
     Svetovni rekord!
     Padec ali dotik!

## Uradni rezultati
Pet serij je šlo v končni rezultat — najboljša serija (D1) + dve najboljši seriji (D2) + dve najboljši seriji (D3).
| Uvr. | Ime                   | 21. marec | 22. marec | 22. marec | 23. mare | 23. mare | Točke |
| Uvr. | Ime                   | 1RD       | 2RD       | 3RD       | 4RD      | 5RD      | Točke |
| ---- | --------------------- | --------- | --------- | --------- | -------- | -------- | ----- |
| 1    | Jiří Raška            | 148.0 m   | 156.0 m   | 164.0 m   | 154.0 m  | 156.0 m  | 895.0 |
| 2    | Bjørn Wirkola         | 156.0 m   | 160.0 m   | 162.0 m   | 147.0 m  | 162.0 m  | 889.0 |
| 3    | Manfred Wolf          | 132.0 m   | 156.0 m   | 159.0 m   | 142.0 m  | 165.0 m  | 8?1.0 |
| 4    | Horst Queck           | 149.0 m   | 145.0 m   | 146.0 m   | 148.0 m  | 161.0 m  | 845.5 |
| 5    | Zbyněk Hubač          | 136.0 m   | 147.0 m   | 150.0 m   | 137.0 m  | 154.0 m  | 818.0 |
| 6    | Lars Grini            | 146.0 m   | 147.0 m   | 134.0 m   | 139.0 m  | 139.0 m  | 796.0 |
| 7    | Rainer Schmidt        | 132.0 m   | 146.0 m   | 145.0 m   | 139.0 m  | 143.0 m  | 784.0 |
| 8    | Gari Napalkov         | 154.0 m   | 135.0 m   | 133.0 m   | 138.0 m  | 148.0 m  | 773.5 |
| 9    | Bohumil Doležal       | N/A       | 138.0 m   | 137.0 m   | 150.0 m  | 160.0 m  | 773.0 |
| 10   | Christian Kiehl       | 130.0 m   | 154.0 m   | 142.0 m   | 136.0 m  | 142.0 m  | 771.0 |
| 11   | Ernst Kröll           | 126.0 m   | 129.0 m   | 132.0 m   | 149.0 m  | 143.0 m  | 754.0 |
| 12   | Josef Matouš          | 151.0 m   | 143.0 m   | 148.0 m   | 157.0 m  | 153.0 m  | 743.0 |
| 13   | Peter Štefančič       | 126.0 m   | 118.0 m   | 122.0 m   | 147.0 m  | 150.0 m  | 738.0 |
| 14   | Rudolf Höhnl          | 123.0 m   | 135.0 m   | 134.0 m   | 134.0 m  | 157.0 m  | 734.5 |
| 15   | Reinhold Bachler      | 132.0 m   | 124.0 m   | 126.0 m   | 124.0 m  | 147.0 m  | 725.0 |
| 16   | Walter Schwabl        | 128.0 m   | 133.0 m   | 147.0 m   | 120.0 m  | 124.0 m  | 721.5 |
| 17   | Koba Zakadze          | 124.0 m   | 119.0 m   | 133.0 m   | 133.0 m  | 127.0 m  | 715.5 |
| 18   | Józef Przybyła        | 121.0 m   | 132.0 m   | 127.0 m   | 143.0 m  | 143.0 m  | 713.5 |
| 19   | Branko Dolhar         | 121.0 m   | 136.0 m   | 135.0 m   | 120.0 m  | 125.0 m  | 694.5 |
| 20   | Josef Kraus           | 125.0 m   | 124.0 m   | 123.0 m   | 115.0 m  | 136.0 m  | 692.0 |
| 21   | Josef Zehnder         | 117.0 m   | 132.0 m   | 112.0 m   | 111.0 m  | 119.0 m  | 676.0 |
| 22   | László Gellér         | N/A       | N/A       | N/A       | 126.0 m  | 124.0 m  | 673.0 |
| 23   | Rudolf Doubek         | 121.0 m   | 115.0 m   | 124.0 m   | 117.0 m  | 135.0 m  | 672.0 |
| 24   | Marjan Mesec          | 118.0 m   | 122.0 m   | 120.0 m   | 122.0 m  | 143.0 m  | 671.0 |
| 25   | Adrian Watt           | 128.0 m   | 117.0 m   | 119.0 m   | 124.0 m  | 136.0 m  | 670.5 |
| 26   | Max Golser            | N/A       | 132.0 m   | 126.0 m   | 117.0 m  | 124.0 m  | 668.0 |
| 27   | Henrik Ohlmeyer       | N/A       | 124.0 m   | 119.0 m   | 116.0 m  | 138.0 m  | 665.5 |
| 28   | Ryszard Witke         | 133.0 m   | 112.0 m   | 125.0 m   | 117.0 m  | 123.0 m  | 664.5 |
| 29   | Heini Ihle            | 112.0 m   | 147.0 m   | 118.0 m   | 117.0 m  | 129.0 m  | 660.5 |
| 30   | Mihály Gellér         | N/A       | N/A       | N/A       | 124.0 m  | 119.0 m  | 640.0 |
| 31   | Bent Tomtum           | N/A       | N/A       | N/A       | 111.0 m  | 128.0 m  | 636.5 |
| 32   | Danilo Pudgar         | 111.0 m   | 124.0 m   | 101.0 m   | 116.0 m  | 127.0 m  | 631.5 |
| 33   | Ludvik Zajc           | 96.0 m    | 118.0 m   | 110.0 m   | 118.0 m  | 138.0 m  | 628.5 |
| 34   | Peter Eržen           | 102.0 m   | 119.0 m   | 117.0 m   | 115.0 m  | 110.0 m  | 623.0 |
| 35   | Konstantin Scherbakov | N/A       | N/A       | N/A       | 107.0 m  | 116.0 m  | 609.5 |
| 36   | Stanislaw Kubica      | 121.0 m   | 124.0 m   | 133.0 m   | 123.0 m  | 128.0 m  | 606.5 |
| 37   | Marjan Pečar          | 115.0 m   | 109.0 m   | 101.0 m   | 113.0 m  | 123.0 m  | 605.5 |
| 38   | Dalibor Motejlek      | N/A       | N/A       | N/A       | 111.0 m  | 120.0 m  | 601.5 |
| 39   | Stanko Smolej         | 107.0 m   | 104.0 m   | 109.0 m   | 101.0 m  | 127.0 m  | 589.5 |
| 40   | Erich Schwabl         | N/A       | N/A       | N/A       | 106.0 m  | 110.0 m  | 580.5 |
| 41   | Jozef Metelka         | N/A       | N/A       | N/A       | 113.0 m  | 116.0 m  | 577.0 |
| 42   | Willy Schuster        | N/A       | N/A       | N/A       | 111.0 m  | 127.0 m  | 562.5 |
|      | Janez Jurman          | 118.0 m   | 106.0 m   | 110.0 m   | 113.0 m  | 126.0 m  | 562.5 |
| 44   | Albino Bazzana        | N/A       | N/A       | N/A       | 104.0 m  | 118.0 m  | 552.0 |
| 45   | Otto Giacomelli       | 96.0 m    | 103.0 m   | 105.0 m   | 103.0 m  | 97.0 m   | 535.0 |
| 46   | Andrej Nahtigal       | 98.0 m    | 102.0 m   | 94.0 m    | 94.0 m   | 103.0 m  | 514.0 |
| 47   | Giacomo Aimoni        | N/A       | N/A       | N/A       | 101.0 m  | 97.0 m   | 494.0 |
| 48   | Jürgen Dommerich      | 137.0 m   | 128.0 m   | 143.0 m   | —        | —        | 449.0 |
| 49   | František Rydval      | 124.0 m   | N/A       | N/A       | —        | —        | 224.0 |
| 50   | Richard Pfiffner      | N/A       | N/A       | N/A       | —        | —        | 198.0 |
| 51   | Ladislav Divila       | 130.0 m   | N/A       | N/A       | —        | —        | 152.5 |
| 52   | Hans Schmid           | N/A       | N/A       | N/A       | —        | —        | 138.0 |
| 53   | František Novák       | N/A       | N/A       | N/A       | —        | —        | 111.5 |
| 54   | Marjan Prelovšek      | N/A       | N/A       | N/A       | —        | —        | 92.5  |
| N/A  | Karel Kodejška        | N/A       | N/A       | N/A       | N/A      | N/A      | N/A   |
| N/A  | Greg Swor             | N/A       | N/A       | N/A       | N/A      | N/A      | N/A   |

## Svetovni rekordi
| Datum          | Ime           | Država          | Metri |
| -------------- | ------------- | --------------- | ----- |
| 21. marec 1969 | Bjørn Wirkola | Norveška        | 156   |
| 22. marec 1969 | Jiří Raška    | Češkoslovaška   | 156   |
| 22. marec 1969 | Bjørn Wirkola | Norveška        | 160   |
| 22. marec 1969 | Jiří Raška    | Češkoslovaška   | 164   |
| 23. marec 1969 | Manfred Wolf  | Vzhodna Nemčija | 165   |